# Barszcz grzybowy

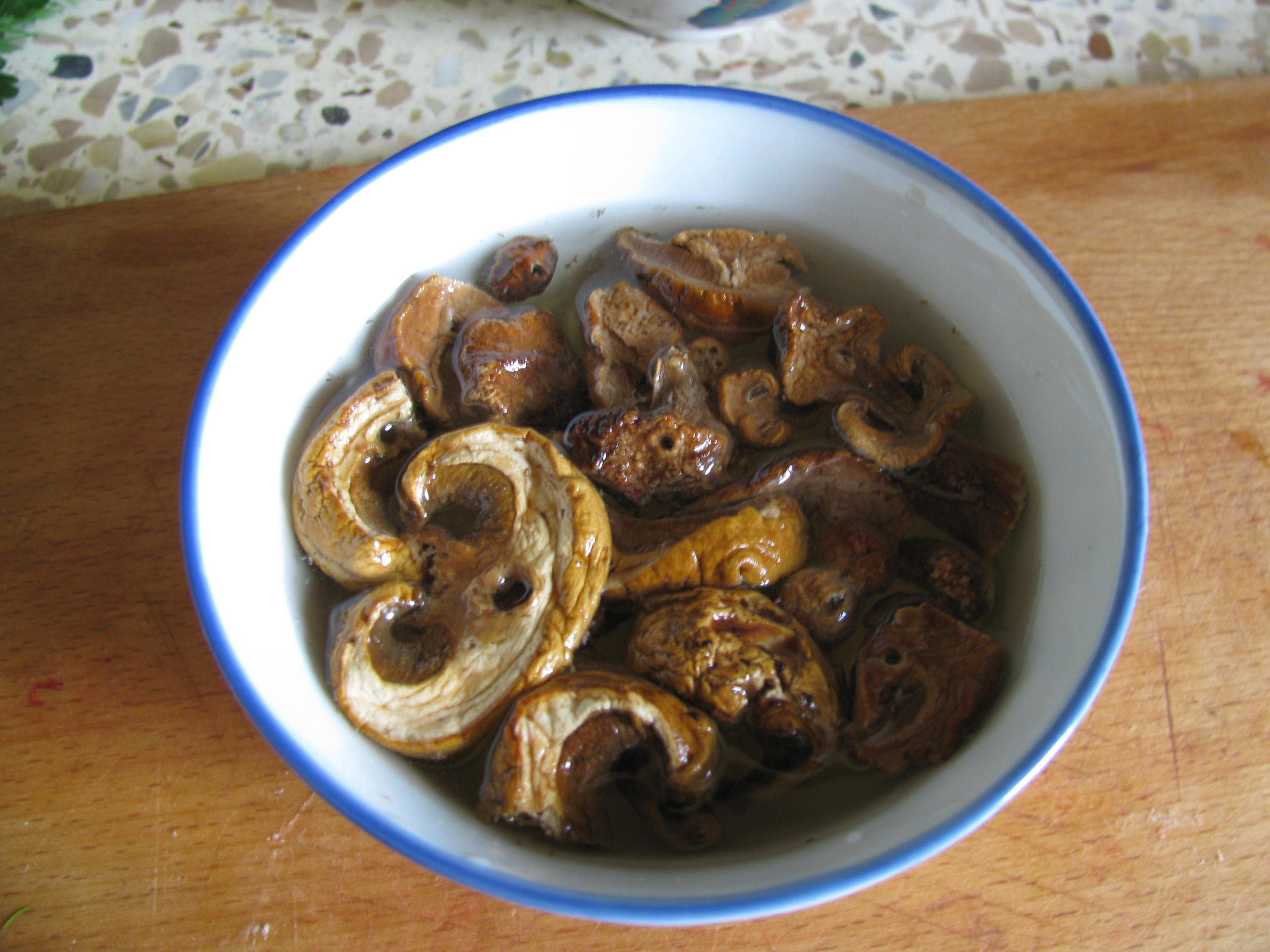
Namoczone grzyby do barszczu

Barszcz grzybowy, postna, klarowna, zupa kuchni polskiej, przyrządzany z suszonych leśnych grzybów, na czystym zakwasie z mąki, lub kwasie z kiszonej kapusty, regionalnie bywa też zakwaszany sokiem z cytryny lub octem, o charakterystycznym lekko kwaśnym smaku, podawany na gorąco, polany olejem rzepakowym lub lnianym na wieczerzę wigilijną.
Jak podaje L. Ćwierczakiewiczowa w 365 obiadów za pięć złotych, może być podawany na kwaśno, wtedy z ugotowanymi w barszczu kluseczkami, i na słodko nie zakwaszany, zasypany drobną  kaszką i zacierany jajkiem.
Ten rodzaj barszczu wg przeprowadzonych badań jest najbardziej popularny w województwie łódzkim, w którym posiada ok. 43 proc. sympatyków. Na południu kraju około 35 proc. mieszkańców również uznaje tę potrawę za najczęściej podawaną podczas Wigilii. Podawany jest z uszkami, łazankami, makaronem, kaszą, z chlebem, drożdżowymi jarskimi pasztecikami, lub całymi ziemniakami.
Inną wersją regionalną jest tzw. rosół grzybowy z kibinami - (pierożkami z drożdżowego lub kruchego ciasta, w wigilijnej wersji z farszem z grzybów i warzyw), spożywany też m.in. na Wileńszczyźnie.

## Przygotowanie
Zalane wodą oczyszczone, suszone grzyby, zostają zostawione na kilka godzin do namoknięcia, następnie są gotowane z przyprawami, na małym ogniu pod przykryciem przez około 50 minut, od zagotowania. Kiedy są miękkie, wywar zostaje przecedzony przez sitko, do wywaru jest wlewany czysty zakwas i całość zagotowana na małym ogniu. Do barszczu zostają dodane poprzednio ugotowane i posiekane w paski grzyby i jest doprawiany solą oraz pieprzem.